# Țânțaru, Mehedinți
Țânțaru este un sat în comuna Butoiești din județul Mehedinți, Oltenia, România.